# Paul Dahdah
Paul Dahdah OCD (* 8. Januar 1941 in Zgharta) ist ein libanesischer Ordensgeistlicher und emeritierter Apostolischer Vikar von Beirut.

## Leben
Paul Dahdah trat der Ordensgemeinschaft der Unbeschuhten Karmeliten bei und empfing am 17. April 1966 die Priesterweihe.
Papst Johannes Paul II. ernannte ihn am 30. Mai 1983 zum Erzbischof von Bagdad. Die Bischofsweihe spendete ihm der Apostolische Nuntius im Libanon, Erzbischof Luciano Angeloni, am 21. August desselben Jahres; Mitkonsekratoren waren Raphael I. Bidawid, Patriarch von Babylon, und Paul Bassim OCD, Apostolischer Vikar von Beirut.
Am 30. Juli 1999 wurde er zum Apostolischen Vikar von Beirut und Titularerzbischof pro hac vice von Arae in Numidia ernannt. Am 2. August 2016 nahm Papst Franziskus seinen altersbedingten Rücktritt an.